# Contea di Brown (Minnesota)
La contea di Brown in inglese Brown County è una contea dello Stato del Minnesota, negli Stati Uniti. La popolazione al censimento del 2000 era di 26 911 abitanti. Il capoluogo di contea è New Ulm

## Geografia fisica

### Città
- Cobden
- Comfrey
- Evan
- Hanska
- New Ulm
- Sleepy Eye
- Springfield